# Takeda Kōunsai

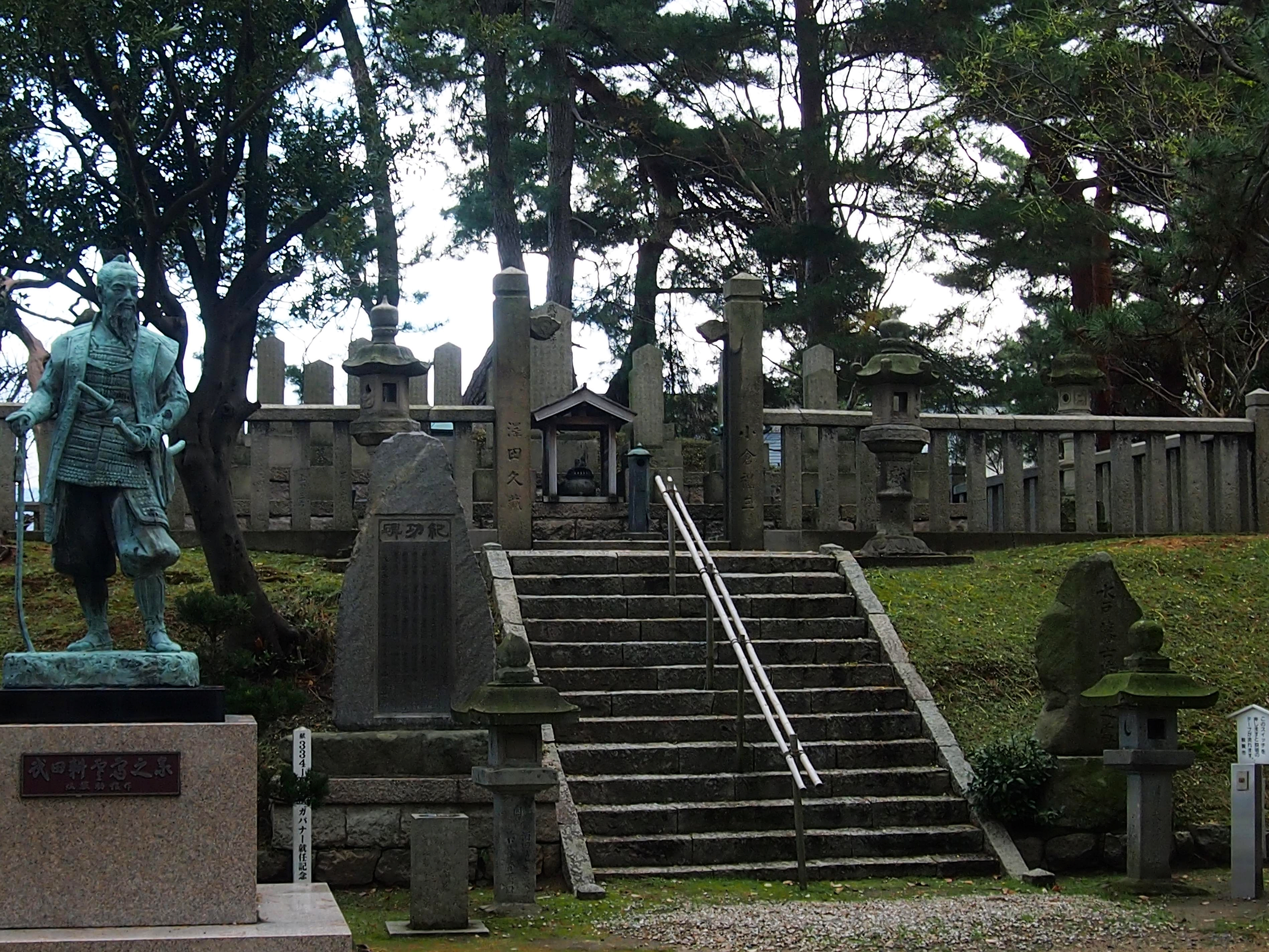
Tombes de Takeda Kōunsai et de ses partisans.

Takeda Kōunsai est un nom japonais traditionnel ; le nom de famille (ou le nom d'école), Takeda, précède donc le prénom (ou le nom d'artiste).
Takeda Kōunsai (武田 耕雲斎, 1803-1er mars 1865) est un samouraï du domaine de Mito qui fut conseiller du daimyō Tokugawa Nariaki durant la période du Bakumatsu. Il prend finalement la tête de la rébellion de Mito et finit exécuté par le shogunat Tokugawa avec un grand nombre de ses partisans peu avant la restauration de Meiji.

## Biographie
Bien que Takeda Kōunsai prétende descendre du célèbre clan Takeda de la province de Kai, son ancêtre immédiat n'est qu'un vassal des Takeda nommé Atobe Katsusuke, et sa prétendue connexion avec le clan Takeda est loin d'être certaine. En 1817, alors qu'il hérite du fief de 300 koku de son père, il change son nom d'Atobe Hikokuro en Takeda Masaki.
En tant que conseiller principal de Tokugawa Nariaki, il aide à formuler les réformes administratives et politiques du shogunat Tokugawa que Nariaki essaye de promouvoir. Celles-ci comprennent le renforcement des forces militaires du shogunat, ainsi que des actions agressives contre les navires de guerre étrangers empiétant les eaux territoriales du Japon et menaçant sa politique d'isolement national. Cependant, Nariaki est forcé de prendre sa retraite en 1844 par le tairō Ii Naosuke. Après l'assassinat de ce dernier, Nariaki retourne à la politique nationale et dénonce la faible réaction du shogunat à l'expédition de Perry de 1853 et la signature de la convention de Kanagawa et du traité Harris sur les objections de l'empereur Kōmei. Takeda Kōunsai émerge durant cette période comme meneur de la faction pro-Sonnō jōi du domaine de Mito qui lance une campagne d'attaques contre des étrangers au Japon et des assassinats de responsables japonais soutenant le shogunat. Cette « rébellion de Mito » qui se déroule de mai 1864 au début de 1865 voit affronter une force de quelque 700 samouraïs de Mito équipés d'armes à feu et de canons et 1 300 partisans insurgés contre une armée shogunale de 3 000 hommes sur les pentes du mont Tsukuba et ailleurs.
Takeda Kōunsai tente de marcher directement sur Kyoto pour faire appel à la cour impériale mais est capturé à Tsuruga avec ses derniers 823 partisans. Les rebelles sont détenus par le shogunat dans seize entrepôts de harengs sur le port dans de très mauvaises conditions en plein hiver, et beaucoup en meurent. L'année suivante, 353 des survivants, dont Kōunsai, sont emmenés au temple Raiko-ji pour être exécutés en masse. Les autorités shogunales arrêtent par la suite sa veuve, ses deux fils et ses trois petits-enfants et les exécutent.

## Tombe de Takeda Kōunsai
Après la restauration de Meiji, le temple Raiko-ji devient le sanctuaire shinto Matsubara-jinja où les 411 membres de la rébellion de Mito qui sont morts à Tsuruga (y compris ceux qui sont morts en prison) sont vénérés comme des kamis. Les sépultures de Takeda Kōunsai et de ses 353 adeptes se trouvent dans cinq monticules dans l’enceinte de l’ancien temple, et le nouveau gouvernement de Meiji fusionne les monticules en un seul de 30 m sur 4 m, sur lequel quinze pierres tombales sont disposées en forme de U en 1868.
En 1954, en commémoration du 90e anniversaire de la rébellion de Mito, l'un des entrepôts de harengs est déplacé sur le site du Matsubara-jinja et transformé en « musée des patriotes de la rébellion de Mito ».
Les tombes de Takeda Kounsai et de ses partisans sont désignées site historique national par le gouvernement japonais en 1976.

## Source de la traduction
- (en) Cet article est partiellement ou en totalité issu de l’article de Wikipédia en anglais intitulé « Takeda Kōunsai » (voir la liste des auteurs).